# Joan Masagué i Genís
Joan Masagué i Genís (Llinars del Vallès, Vallès Oriental, 1917 - 1976) fou un pagès i polític català. Molt jove s'establí a Vilalba Sasserra on fou alcalde entre els anys 1954 i 1970.
Va agafar l'alcaldia l'octubre de 1954 i la va deixar el setembre de 1970. Durant el seu primer mandat, l'any 1954 s'aprovà el Pla d'Ordenació Urbana i l'enllumenat de la carretera en funcions de carrer major, i l'any següent s'aprovaren les noves ordenances fiscals, així com el projecte de nova casa consistorial. Del segon mandat destaca l'aprovació del Pla Parcial d'Extensió de Vilalba (1967) i l'arribada a Vilalba de les aigües del Ter (1969). També va treballar en el manteniment de l'arribada de l'aigua de la Font del Duc fins al safareig públic, on anaven a rentar la roba els veïns del poble i, que estava situat a Can Busquets.
Va morir a l'edat 59 anys en accident de trànsit a Llinars, quan anava en moto.